# Liste von hydraulischen Widdern
Diese Seite listet eine Auswahl der Standorte hydraulischer Widder (Staudruck-Wasserheber) auf.

## Deutschland
| Bundesland          | Ort                                                           | Baujahr | Technische Daten    | Technische Daten         | Technische Daten           | Technische Daten    | Kommentar |
| Bundesland          | Ort                                                           | Baujahr | Förder- menge [l/d] | Höhen- unter- schied [m] | Steig- leitungs- länge [m] | Funktions- tüchtig? | Kommentar |
| ------------------- | ------------------------------------------------------------- | ------- | ------------------- | ------------------------ | -------------------------- | ------------------- | --- |
| Baden-Württemberg   | Stetten unter Holstein                                        |         |                     |                          |                            | ja                  | am Wasserspielplatz bei der Festhalle |
| Baden-Württemberg   | Neukirch-Wildpoltsweiler                                      |         |                     | ca. 50                   | ca. 700                    | ja                  | zur Versorgung der Tiere eines Wildparks im Sommer |
| Baden-Württemberg   | Eberhardzell                                                  |         |                     |                          |                            | ja                  | bei Klingelrain (Einzelgehöft) |
| Baden-Württemberg   | Hottingen                                                     |         |                     | 7                        |                            | ja                  | Treibt im Energiemuseum ein Wasserrad an. Antrieb mit 2 m Gefälle des Flusses Murg. |
| Baden-Württemberg   | Burg Hohenzollern                                             |         | ca. 28.000          | ca. 255                  | ca. 1000                   | ja                  | Für die Wasserversorgung der Burg werden aufgrund der exponierten Lage auch hydraulische Widder eingesetzt. Nachdem das Wasser zunächst von der Quelle mit 86 Metern Höhendifferenz zu zwei Widdern läuft, wird von diesen ein Teil des Treibwassers nach oben zur Burg Hohenzollern gepumpt. Die tägliche Fördermenge ist abhängig von der Einstellung bei den Widdern. |
| Baden-Württemberg   | Neubulach                                                     |         |                     |                          |                            | —                   | am Besucherbergwerk |
| Baden-Württemberg   | Bad Herrenalb                                                 |         |                     |                          |                            | ja                  | zur Versorgung der Hahnenfalzhütte |
| Baden-Württemberg   | Stuttgart-Botnang                                             | 1875    |                     | 67                       |                            | nein                | Sommerhaldenweg in S.-Botnang. Zweck war Versorgung der beiden Forsthäuser von Schloss Solitude aus einer Quelle im darunterliegenden Sommerhaldenbachtal. |
| Bayern              | Oberstdorf                                                    |         |                     |                          |                            | ja                  | neben der Kirche |
| Bayern              | Oberstdorf                                                    |         |                     |                          |                            | ja                  | im Oytal, auf halbem Weg von Oberstdorf zum Oytal-Haus |
| Bayern              | Oberstdorf                                                    |         |                     |                          |                            | ja                  | auf der Rappenseehütte |
| Bayern              | Scheidegg                                                     |         |                     |                          |                            | ja                  | auf dem Spielplatz bei den Scheidegger Wasserfällen sind neben einem hydraulischen Widder auch andere Wasser-Fördersysteme mit Schautafeln aufgebaut. |
| Bayern              | Usterling im Landkreis Dingolfing/Landau.                     |         |                     | 11                       |                            | ja                  | Anschauungsobjekt unterhalb von Usterling, direkt am Isarradweg |
| Bayern              | Tegernbach (Pfaffenhofen an der Ilm)                          |         |                     |                          |                            | ja                  | Diente über Jahrzehnte zur Versorgung der hochgelegenen Kurz-Anwesen, trägt noch heute zur Versorgung des Viehs bei. |
| Bayern              | In Pelkering, einem Weiler bei Triftern (Niederbayern)        |         |                     |                          |                            | ja                  | zur Versorgung von Ställen und Gärten einiger Landwirte |
| Bayern              | Tauchersreuth in Lauf an der Pegnitz                          |         |                     |                          |                            | —                   | Rekonstruktion einer ursprünglich aus dem Jahr 1907 stammenden Anlage. Lage: N49 32.384 E11 11.640 (Zugang von Osten / N49 32.484 E11 11.820) |
| Bayern              | Fränkisches Freilandmuseum Bad Windsheim                      |         | ca. 1440            |                          |                            | ja                  | In den frostfreien Monaten betriebener Widder mit einer Förderleistung von etwa einem Liter pro Minute zur Demonstration der Technik. |
| Bayern              | auf dem Großen Waldstein im Fichtelgebirge                    |         |                     |                          |                            | —                   | |
| Bayern              | zwischen Oberrohrenstadt und Deinschwang südlich von Nürnberg |         |                     |                          |                            | —                   | gem. Rundweg-Wanderkarte etwa bei 49.3875 11.4721 |
| Bayern              | Amerang                                                       |         |                     |                          |                            | ja                  | in einem Häuschen auf einer Wiese |
| Bayern              | bei Veilbronn in der Fränkischen Schweiz                      |         |                     |                          |                            | ja                  | im Leidingshofer Tal / N49 50.445 E11 12.446 |
| Bayern              | Burggaillenreuth im Wiesenttal                                |         |                     |                          |                            | ja                  | an der Burggaillenreuther Quelle neben dem Leo-Jobst-Wanderweg |
| Bayern              | In Bechtelsreuth bei Mainleus                                 | 1907    |                     |                          |                            | ja                  | versorgt zwei Anwesen mit Brauchwasser |
| Bayern              | Alzgern (Stadt Neuötting)                                     |         |                     |                          |                            | ja                  | öffentlich sichtbarer Widder am Bach hinter dem Friedhof. Er fördert Wasser auf ein Verteilerkunstwerk mit den fünf platonischen Körpern. Von diesem aus läuft das Wasser zum Dorfbrunnen und zu den Wassertrögen am Friedhof. Die Anlage wird über den Winter stillgelegt.                                                                                              |
| Bayern              | Museumsdorf Bayerischer Wald in Tittling                      |         |                     |                          |                            | ja                  | |
| Bayern              | Vachendorf                                                    |         |                     |                          |                            | ja                  | auf dem Weg von Spielwang nach Mühlbach, links am Ende des Berges |
| Bayern              | Altdorf bei Nürnberg                                          | 1911    |                     | ca. 25                   |                            | ja                  | Im Gegenhang zur Burganlage Grünsberg. 2014 durch die Hersbrucker Firma Weinmann wieder funktionsfähig gemacht. |
| Bayern              | Train                                                         |         |                     |                          |                            | —                   | in einem Wäldchen nahe der Grenze zu Elsendorf |
| Bayern              | Burglesau                                                     | 1896    |                     |                          |                            | ja                  | Aktuell in Restaurierung, ab Sommer 2023 für touristische Zwecke zugänglich |
| Bayern              | Wittelshofen                                                  |         |                     |                          |                            | ja                  | An der Sulzach unterhalb der Wittelshofer Brücke, kurz vor der Mündung in die Wörnitz |
| Hessen              | Hinterbach (Odenwald)                                         | um 1923 |                     |                          |                            | ja                  | Widder (Hinterbach) |
| Hessen              | Vielbrunn (Odenwald)                                          |         |                     |                          |                            | ja                  | |
| Niedersachsen       | Gödenstorf im Landkreis Harburg                               | 1912    |                     |                          |                            | nein                | Anlage aus zwei Widdern, unterhalten vom Freilichtmuseum am Kiekeberg; diente bis 1958 der Wasserversorgung in Gödenstorf wird zur Zeit (Stand 2024) so hergerichtet, dass ein Widder wieder laufen soll. |
| Nordrhein-Westfalen | Much im Rhein-Sieg-Kreis                                      |         |                     |                          |                            | ja                  | im Technik & Bauern Museum Berzbach |
| Rheinland-Pfalz     | Ernzen                                                        |         |                     |                          |                            | ja                  | speist den Springbrunnen im Ernzener Felsenweiher |
| Rheinland-Pfalz     | Irrel                                                         |         |                     |                          |                            | ja                  | am Erlebnispfad Wasser und Natur im Naturpark Südeifel |
| Sachsen             | Stollberg/Erzgeb.                                             |         |                     |                          |                            | ja                  | fördert im Rosental (ehemaliges Trinkwassereinzugsgebiet mit über 30 Sammelschächten) in einen Molchteich |
| Sachsen             | Tauchritz (Görlitz)                                           | 2003    | 4× ca. 90.000       | 13                       |                            | ja                  | Vier Widder halten den Wasserstand im Teich des auf Eichenpfählen stehenden Wasserschloss Tauchritz konstant. Das Treibwasser (25 l/s) wird dem Flutungsgraben des Tagebau-Restlochs Berzdorfer See entnommen. |
| Sachsen             | Strehla                                                       |         |                     |                          |                            | ja                  | im Stadtpark |
| Sachsen             | Kamenz                                                        | 1905    |                     |                          |                            | ja                  | als Mitteldruckheureka-Widderanlage Nr. 6 der Firma Merkel jun. aus Dresden errichtet; beförderte bis 1929 Trinkwasser in einen Hochbehälter; seit 2005 wieder voll funktionsfähig |
| Sachsen             | Zschetzsch bei Colditz                                        |         | ca. 5700            | 15                       | 200                        | ja                  | Der Zschetzscher Widder fördert aktuell in eine Viehtränke, früher wurde die Anlage zur Trinkwasserversorgung des Ortes benutzt. |
| Sachsen             | Oederan                                                       |         |                     |                          |                            | ja                  | auf dem Erlebnispfad „Märchenhaften Wasserwelten“ (zur Demonstration) |
| Sachsen             | Milkwitz bei Bautzen                                          |         |                     |                          |                            | ja                  | treibt einen Springbrunnen im Milkwitzwer Park an |
| Schleswig-Holstein  | Molfsee bei Kiel                                              | um 1800 |                     |                          |                            | nein                | im Freilichtmuseum Molfsee |
| Schleswig-Holstein  | Reesdorf (Holstein)                                           | 1936    |                     | 12                       |                            | ja                  | fördert Quellwasser im Eidertal |
| Thüringen           | Ziegenrück                                                    |         |                     |                          |                            | ja                  | Schauanlage im Wasserkraftmuseum, ist während der Museumsöffnungszeit in Betrieb |

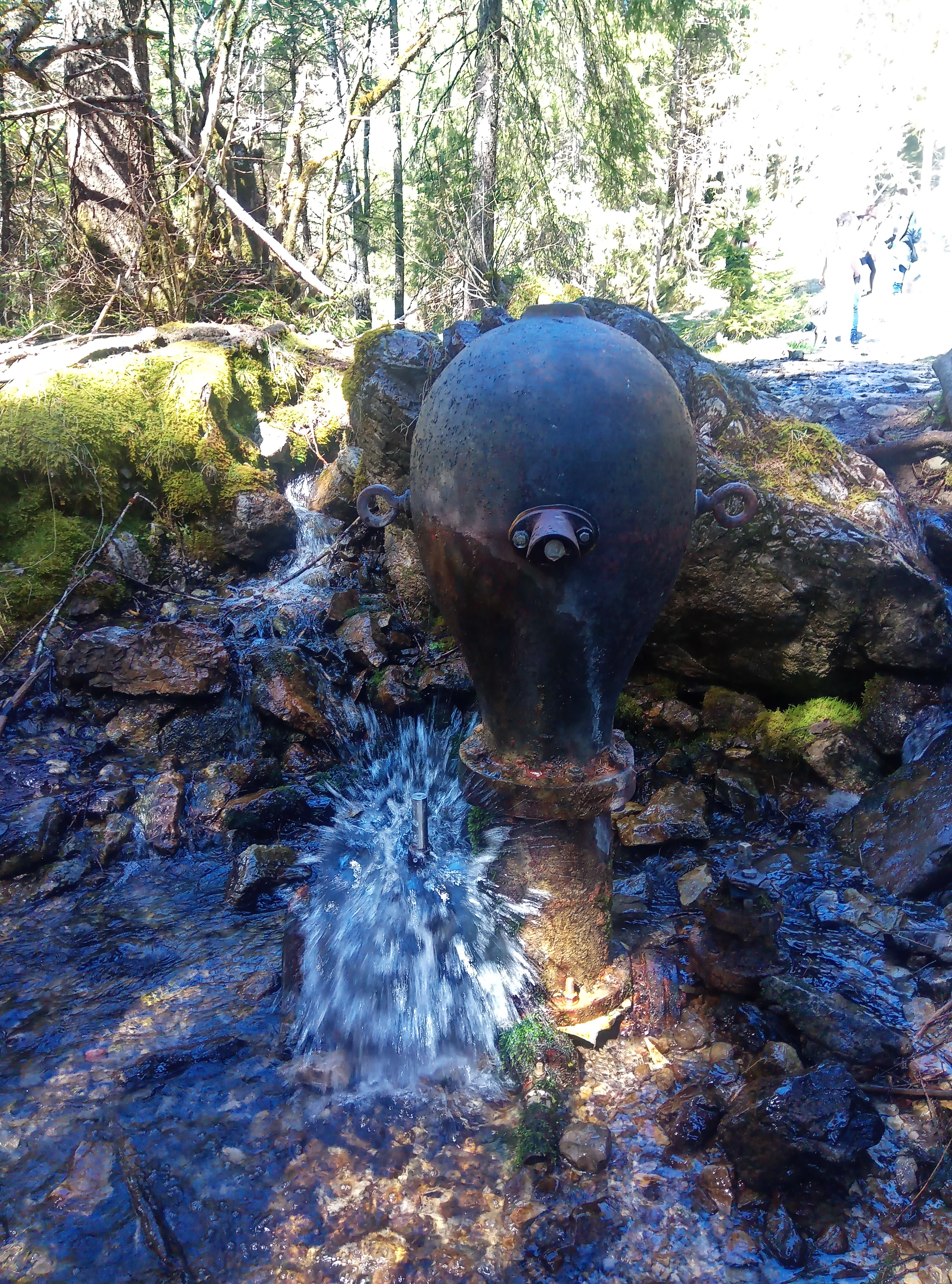
im Oytal (Bayern)
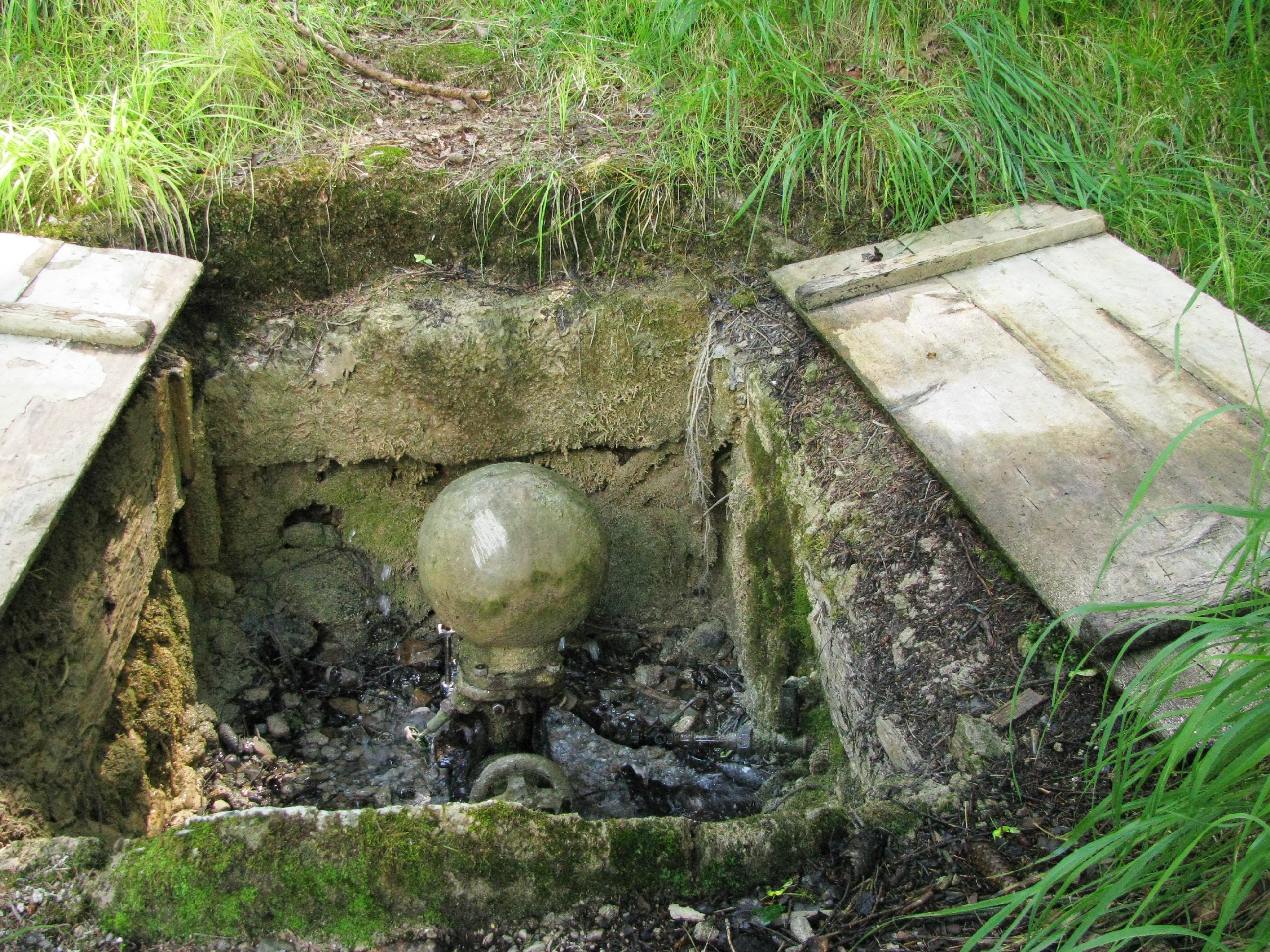
in der Gemeinde Steingaden (Bayern)
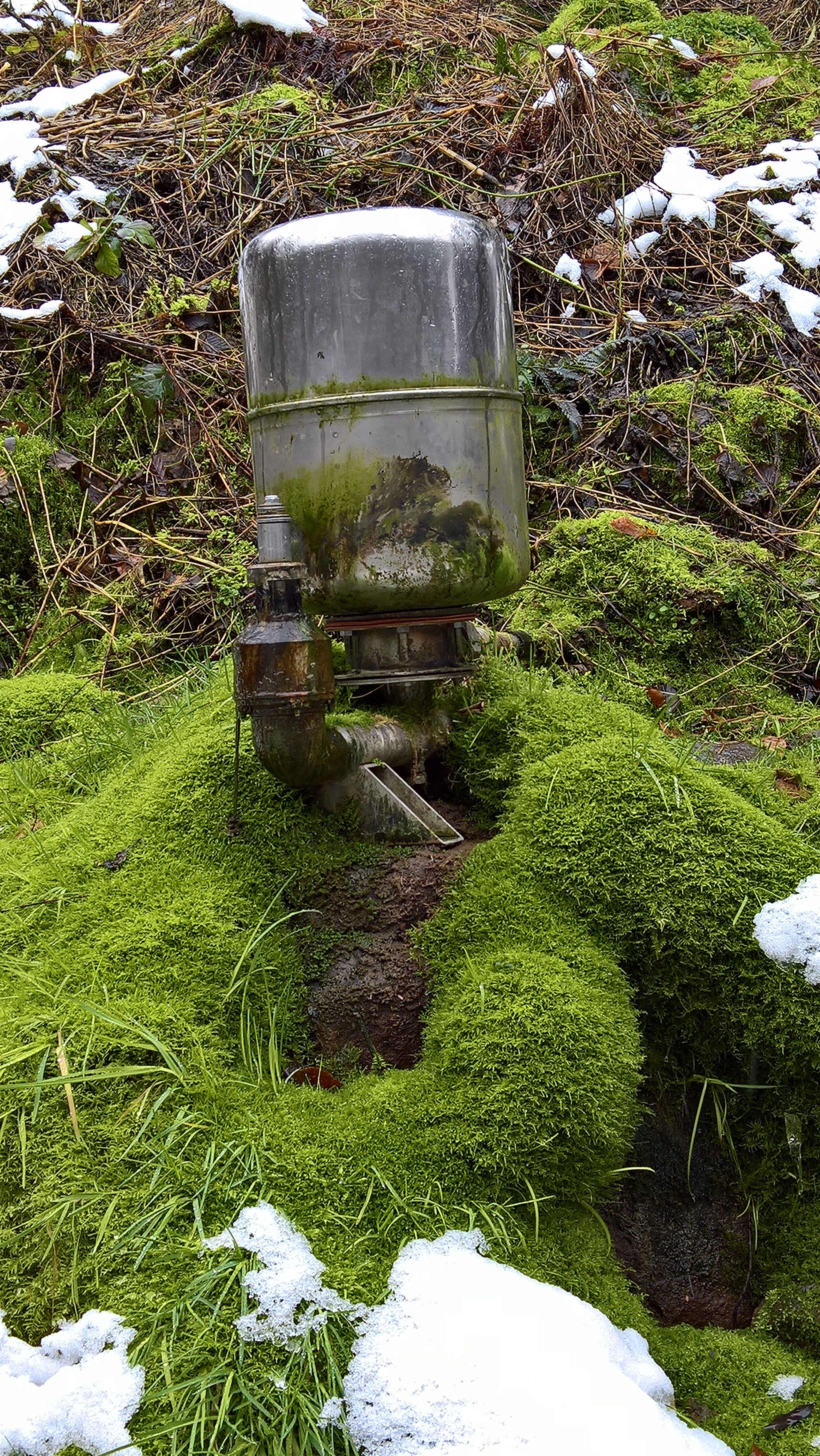
am Alten Wasserwerk Geierstal (Vielbrunn, Odenwald)
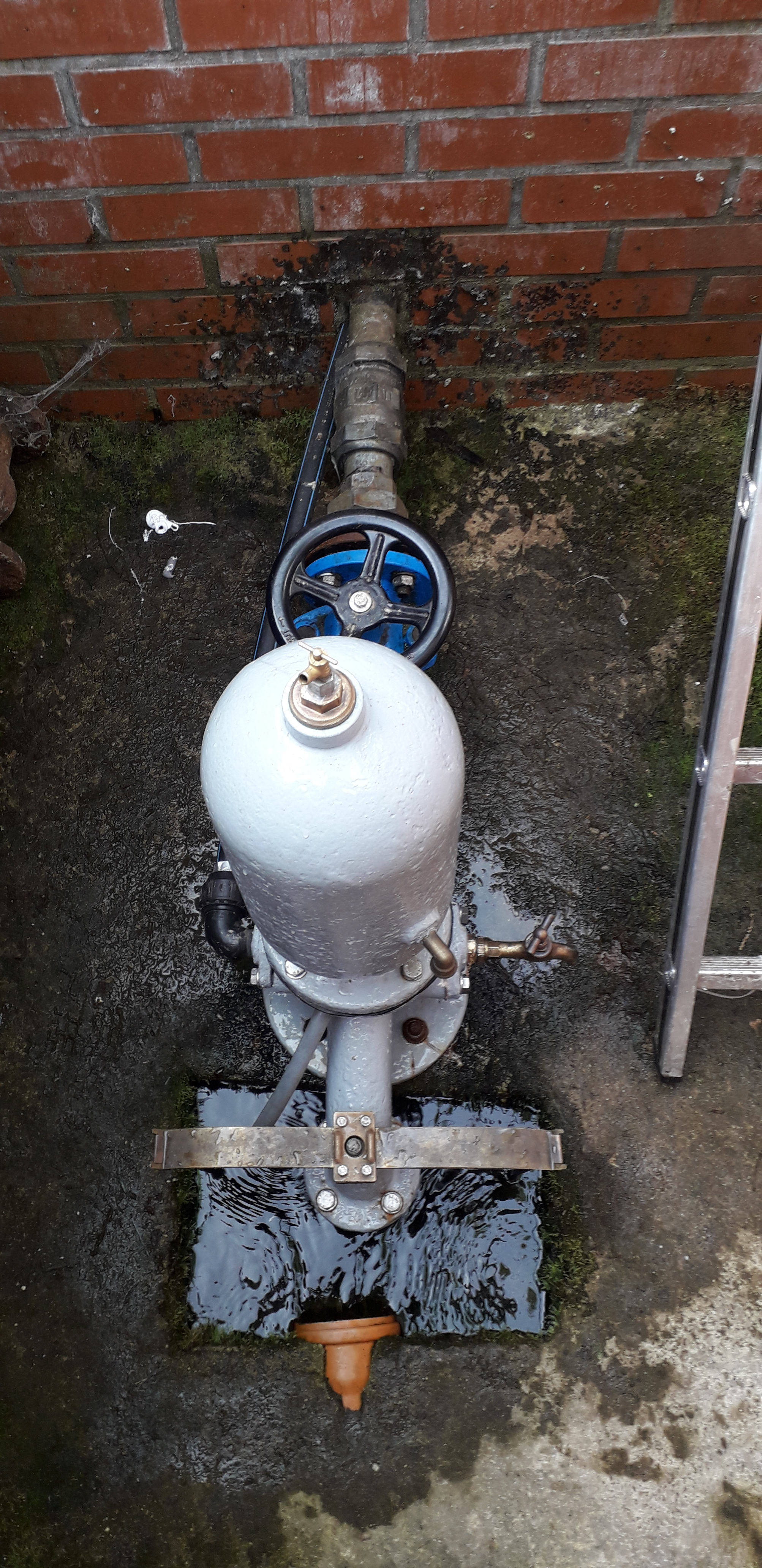
im Park Milkwitz (Sachsen)
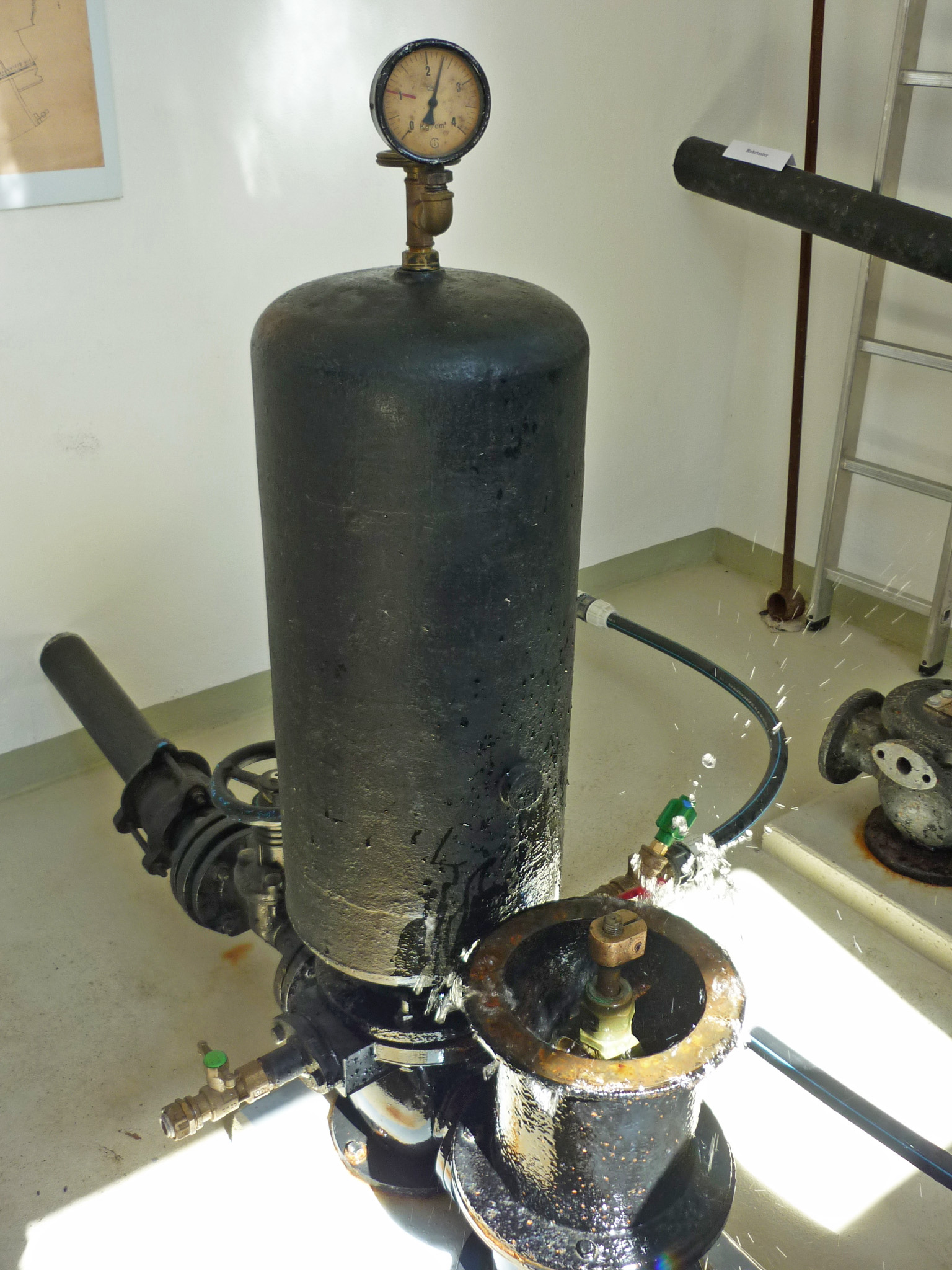
in Kamenz (Sachsen)
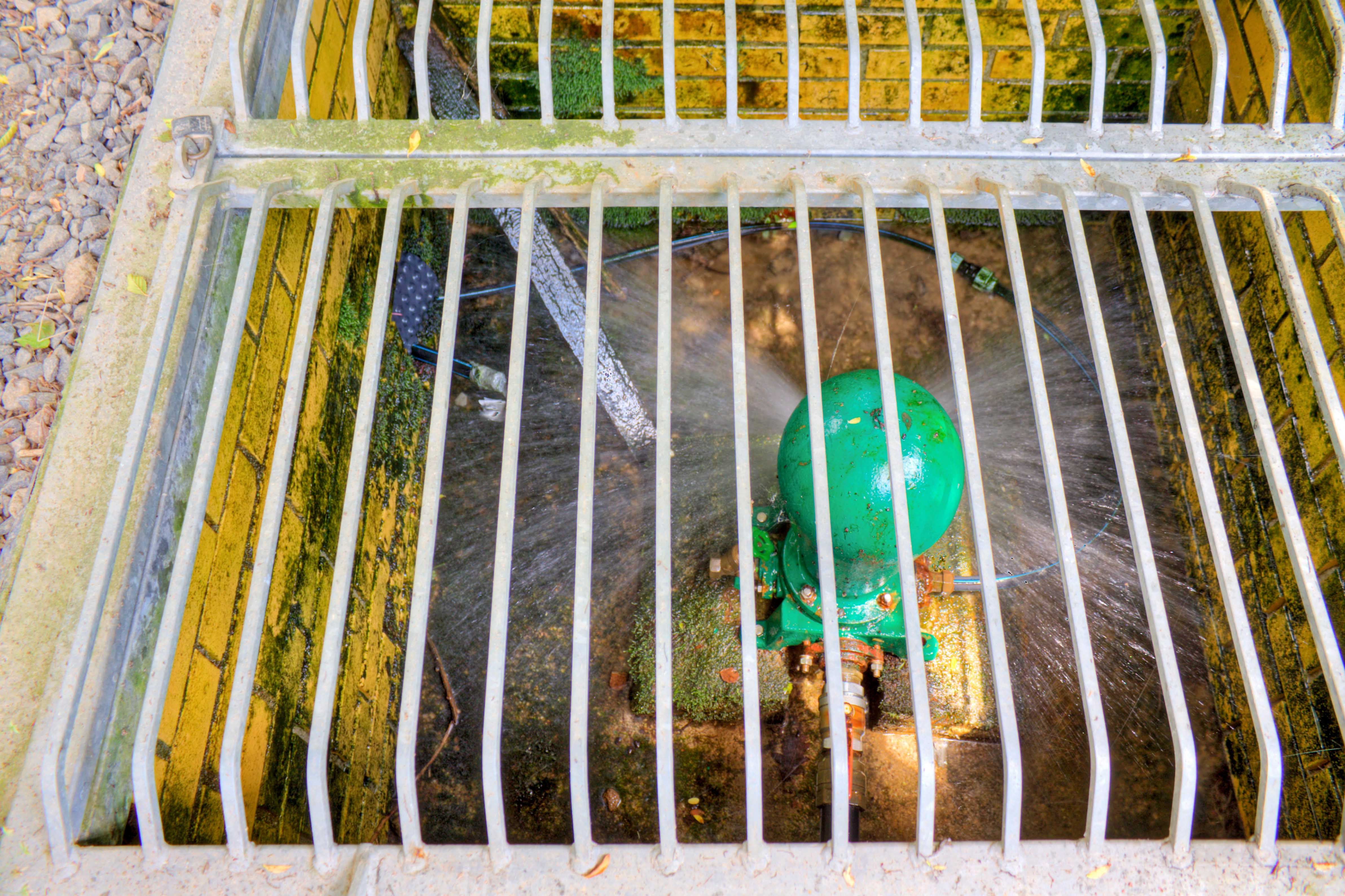
in Zschetzsch (Sachsen)

## Österreich
Salzburg
- In Großgmain im Salzburger Freilichtmuseum ist ein funktionsfähiger hydraulischer Widder älterer Bauart ausgestellt.
- In Leogang an der Mittelstation der Asitzbahn (Sinne Park), zu Demonstrationszwecken.
- Trinkwasserversorgung der Almhütte Radeckalm im Anlauftal bei Bad Gastein-Böckstein.
- In den WasserWelten Krimml beim Eingang der Krimmler Wasserfälle arbeitet ein Widder im Außenbereich.[11]
- In Leo’s Wasserwelt am Sinne-Erlebnispark, erreichbar mit der 8er-Asitz-Kabinenbahn, ist ein Widder zur Anschauung funktionsfähig installiert. Die Talstation befindet sich im Ortsteil Hütten in Leogang.
- Am Natur-Erlebnisweg Teufelsgraben in Seeham/Matzing.
- Auf der Sautränkalm am Schafberg. Es werden damit zwei Almhütten mit Trinkwasser versorgt. Höhenunterschied etwa 100 m.

Andere Bundesländer
- Am westlichen Abhang des Reinbergs in Thalheim bei Wels (OÖ) werkten bis um 1990 hörbar mehrere Widder, die Häuser ganz oben auf der Schotterterrasse versorgten.
- In Schwaz (Tirol) wird die Kellerjochhütte des Österreichischen Alpenvereins mit Wasser versorgt.
- In Hohenems (Vorarlberg) für die Wasserversorgung der Alpe Briedler. Der Widder (auch als „Klockbrunnen“ bekannt) steht am Forstweg zwischen dem Gsohl-Älpele und Fluhereck.

## Schweiz
Hydraulische Widder stehen nicht nur auf Alpen in Betrieb, auch abgelegene Wohnhäuser oder Ställe werden damit mit Wasser versorgt. In der Schweiz gibt es heute noch drei Hersteller: Tobler in Alt St. Johann, Zahner in Uznach und die Firma Schlumpf, die seit 1885 Widder herstellt. Die Nachfrage hat in den letzten Jahren deutlich zugenommen.
- In der Erlebniswelt Toggenburg in Lichtensteig (Kanton St. Gallen) ist eine Sammlung von hydraulischen Widdern mit einem funktionsfähigen Gerät ausgestellt.[12]
- Unterhalb Berggasthaus Mesmer, Alpstein (Appenzell Innerrhoden)
- Herrenalp, Nesslau, seit etwa 100 Jahren in Betrieb, ältester funktionstüchtiger Widder im Toggenburg[12]
- Alp Hoor unterhalb des Neuenalpspitz im Toggenburg, 323 m Höhenunterschied[12]
- Im Hotel Faulhorn ob Grindelwald (Kanton Bern)
- In Sennhütten, Kästhal (Aargau). Die Anlage ist seit 70 Jahren in Betrieb und speist ein altes Bauerngehöft. Pumphöhe 70 m.
- In Seon, Schürberg (Aargau). Die Anlage aus den 1950er Jahren wurde 2010 revidiert und speist den Brunnen vor dem Waldhaus. 2024 wurde die defekte Leitung der einen Quellfassung repariert und der Widder wieder in Betrieb genommen. Pumphöhe 78 m, Fördermenge 0,3 lt/min.
- Tierfehd (Linthal GL) unterhalb der Baumgartenalp
- Auf der Alp Oberpfyfferswald im Eigental
- Tripolihütte auf dem Pilatus zwischen Mittaggüpfi und Stäfeliflue

## Frankreich
- In der französischen Gemeinde Montrésor im Departement Indre-et-Loire steht im Park am Fluss Indrois in einem Pumpenhaus ein hydraulischer Widder, der früher für die Wasserversorgung des Schlosses verwendet wurde. Das Pumpenhaus kann besichtigt werden.

## Italien
- Auf der Seiser Alm in der Nähe der Bergstation der Seilbahn von St. Ulrich in Gröden wird eine im Privatbesitz befindliche, alleinstehende Berghütte per hydraulischem Widder mit Wasser versorgt.
- Die Oberetteshütte in Matsch wird mittels hydraulischem Widder mit Wasser versorgt.
- Südtiroler Landesmuseum für Volkskunde, Dietenheim bei Bruneck[13]

## Polen
- In Kainen, einem Ortsteil von Braunswalde in der Nähe von Allenstein, Ostpreußen.[14]

## Slowenien
- Am Zugang zur Almhütte „Brunarica pri Ingotu“, südlich von Gozd Martuljek bei Kranjska Gora, versorgt die Hütte.

## Standorte in Afrika
Die Installation hydraulischer Widder war wegen der autonomen Arbeitsweise dieser Pumpe in den 1970er und 1980er Jahren ein wichtiger Teil der Entwicklungshilfe für afrikanische Länder. Die Ausbreitung der Wüsten- und Halbwüstengebiete erschwert seitdem zunehmend deren Einsatz, da der Widder relativ viel Wasserdurchfluss benötigt.

### Burundi
Im hügeligen Bergland von Burundi, Ostafrika, in der Gemeinde Bisoro wurde mit Unterstützung aus Albstadt (Deutschland) 2014 begonnen, eine Trinkwasserversorgung für die Bewohner mit Hilfe von wartungsfreien „hydraulischen Widdern“ aufzubauen.

### DR Kongo
- In Matamba-Solo, Provinz Kwango (Kongo), wird Wasser 220 Höhenmeter ins Dorf gepumpt.[16]